# Subsucesión
En matemáticas, una subsucesión es una sucesión que puede derivarse de otra eliminando algunos elementos sin cambiar el orden de los elementos restantes. Por ejemplo, la sucesión {\displaystyle \langle A,B,D\rangle } es una subsucesión de {\displaystyle \langle A,B,C,D,E,F\rangle } obtenida tras eliminar los elementos {\displaystyle C}, {\displaystyle E}, y {\displaystyle F}. La relación de ser una sucesión subsucesión de otra es un preorden.
No se debe confundir la subsucesión con la subcadena {\displaystyle \langle A,B,C,D\rangle }, que se puede obtener de la cadena {\displaystyle \langle A,B,C,D,E,F\rangle } eliminando la subcadena {\displaystyle \langle E,F\rangle }. El concepto de subcadena es un refinamiento del concepto de subsecuencia.

## Subsucesión común
Dadas dos sucesiones X e Y, se dice que una sucesión Z es una subsucesión común de X e Y, si Z es una subsucesión tanto de X como de Y. Por ejemplo, si
{\displaystyle X=\langle A,C,B,D,E,G,C,E,D,B,G\rangle } e
{\displaystyle Y=\langle B,E,G,C,F,E,U,B,K\rangle }
una subsucesión común de X e Y puede ser
{\displaystyle Z=\langle B,E,E\rangle .}
Esta no sería la subsucesión común más larga, dado que Z tiene solo longitud 3, y la subsucesión común {\displaystyle \langle B,E,E,B\rangle } tiene longitud 4. La subsucesión común más larga de X e Y es {\displaystyle \langle B,E,G,C,E,B\rangle }.

## Aplicaciones
Las subsucesiones tienen aplicaciones en ciencias de la computación, especialmente en la disciplina de la bioinformática, donde se usan computadoras para comparar, analizar y almacenar secuencias de ADN, ARN y proteínas.
Tomando dos secuencias de ADN que contengan 37 elementos, por ejemplo:
SEQ1 = ACGGTGTCGTGCTATGCTGATGCTGACTTATATGCTA
SEQ2 = CGTTCGGCTATCGTACGTTCTATTCTATGATTTCTAA
La subsecuencia común más larga de las secuencias 1 y 2 es:
LCS(SEQ1,SEQ2) = CGTTCGGCTATGCTTCTACTTATTCTA
Esto se puede ilustrar resaltando los 27 elementos de la subsecuencia común más larga en las secuencias iniciales:
SEQ1 = ACGGTGTCGTGCTATGCTGATGCTGACTTATATGCTA
SEQ2 = CGTTCGGCTATCGTACGTTCTATTCTATGATTTCTAA
Otra forma es alinear las dos secuencias, esto es, colocar los elementos de la subsecuencia común más larga en la misma columna (indicada por una barra vertical) e introducir un carácter especial (en este caso, un guion) en una secuencia cuando dos elementos  en la misma columna difieren:
SEQ1 = ACGGTGTCGTGCTAT-G--C-TGATGCTGA--CT-T-ATATG-CTA-
        | || ||| ||||| |  | |  | || |  || | || |  ||| 
SEQ2 = -C-GT-TCG-GCTATCGTACGT--T-CT-ATTCTATGAT-T-TCTAA
Las subsecuencias se utilizan para determinar cómo de similares son las dos cadenas de ADN, usando las bases del ADN: adenina, guanina, citosina y timina.

## Teoremas
- Toda sucesión infinita de números reales tiene una subsucesión monótona infinita (lema utilizado en la demostración del teorema de Bolzano-Weierstrass).
- Toda sucesión infinita acotada en Rn tiene una subsucesión convergente (teorema de Bolzano-Weierstrass).
- Para todo par de enteros r y s, toda sucesión finita de longitud al menos (r − 1)(s − 1) + 1 contiene una subsucesión monótonamente creciente de longitud r o una subsucesión monótonamente decreciente de longitud s (teorema de Erdős–Szekeres).